# ویکتوریا مورس
ویکتوریا مورس (به انگلیسی: Victoria Moors) ژیمناست زادهٔ ۵ نوامبر ۱۹۹۶ میلادی اهل کشور کانادا است.